# Liste von Persönlichkeiten der Stadt Galați
Die folgende Liste enthält Personen, die in der rumänischen Stadt Galați (deutsch Galatz oder Galacz) geboren wurden. Die Liste erhebt keinen Anspruch auf Vollständigkeit.

## In Galați geborene Persönlichkeiten

### Bis 1900

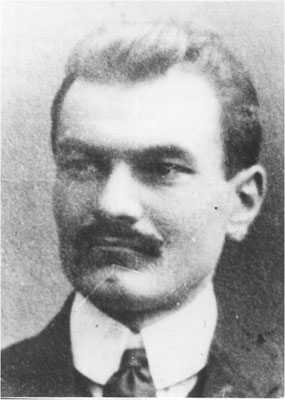
Theodor Iordăchescu

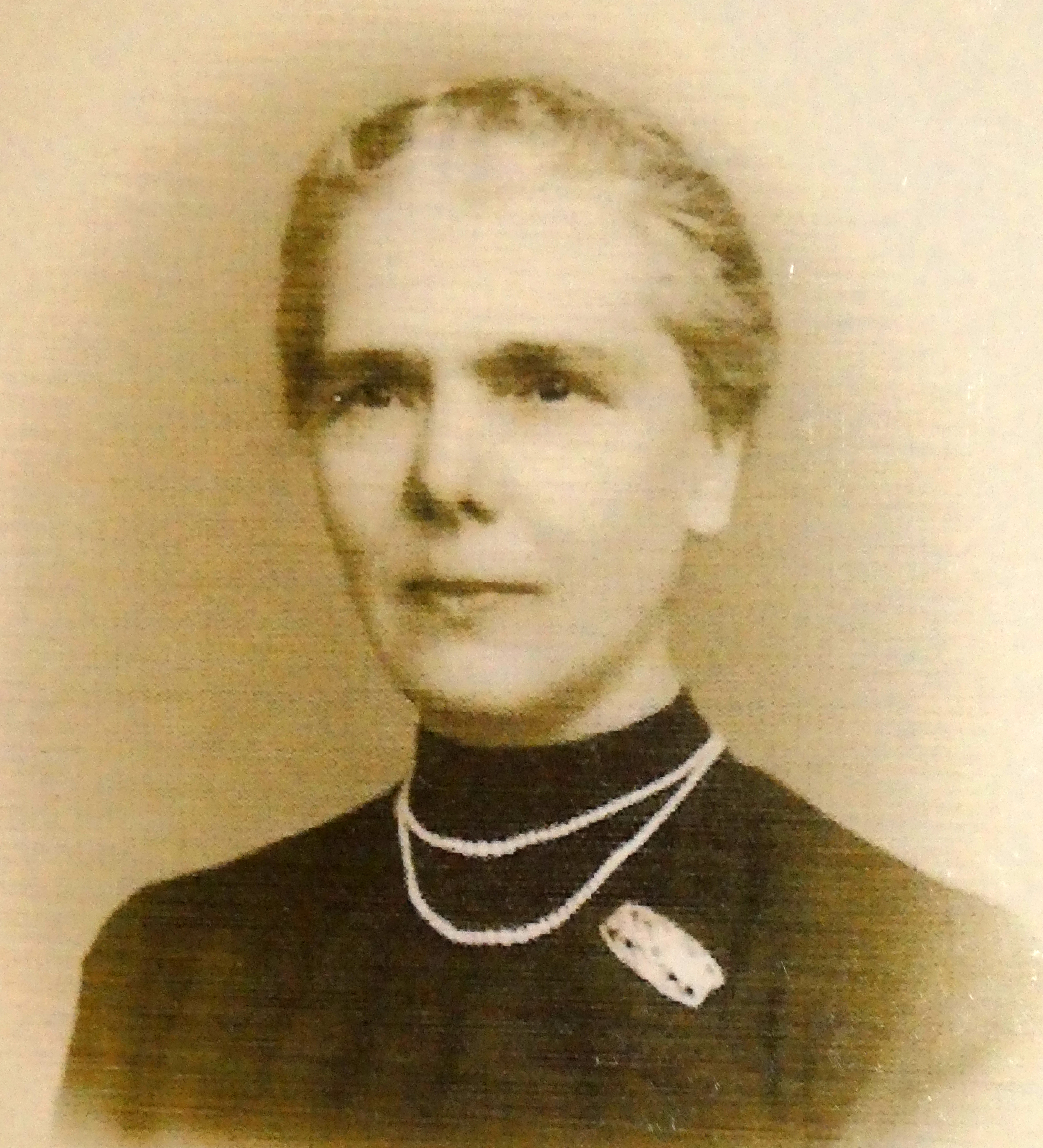
Elisa Leonida Zamfirescu

- Karl Hanswenzel (1860–1942), Gemeindearzt, Medizinalrat und Bürgermeister von Siebenhirten (Wien) (1905–1918)[1]
- William Stevenson Meyer (1860–1922), Politiker und Hochkommissar von Britisch-Indien
- Heinrich Kanner (1864–1930), österreichischer Politiker, Journalist
- Alexander Acatos (1873–1950), griechisch-schweizerischer Bauingenieur
- Hedwig-Alice Lotter-Schmidt (1876–1955), Schweizer Journalistin und Schriftstellerin
- Camil Ressu (1880–1962), rumänischer Maler
- Theodor Waldau (1881–1942), Schriftsteller und Journalist, NS-Opfer
- Theodor Iordăchescu (1884–1958), Politiker der Rumänischen Arbeiterpartei
- Dimitrie Cuclin (1885–1978), Komponist
- Virgil Madgearu (1887–1940), Ökonom und Politiker[2]
- Anna Elisabet Weirauch (1887–1970), Schauspielerin und Schriftstellerin
- Elisa Leonida Zamfirescu (1887–1973), rumänische Chemieingenieurin und Erfinderin
- Reuven Rubin (1893–1974), rumänischstämmiger israelischer Maler und erster israelischer Botschafter in Rumänien
- Ludovic Feldman (1893–1987), rumänischer Komponist
- Sando Dicker (1894–1935), deutsch-jüdischer Komponist und Unterhaltungsmusiker rumänischer Herkunft

### 20. Jahrhundert

#### 1901 bis 1950

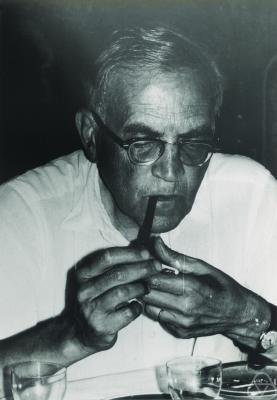
Isaac Jacob Schoenberg

- Isaac Jacob Schoenberg (1903–1990), rumänisch-jüdischer Mathematiker
- Vera Atkins (1908–2000), britische Nachrichtendienstoffizierin während des Zweiten Weltkriegs
- Fanita English (1916–2022), rumänischstämmige Psychoanalytikerin
- Temistocle Popa (1921–2013), rumänischer Komponist und Songwriter
- Kurt Balla (1923–1995), österreichischer Politiker
- Yuli Ofer (1924–2011), israelischer Unternehmer
- Nina Cassian (1924–2014), Kinderbuchautorin und
- Ștefan Gheorghiu (1926–2010), Geiger und Musikpädagoge
- Valentin Gheorghiu (1928–2023), Pianist und Komponist
- Vasile Mihai Popov (* 1928), Mathematiker
- Daniel Spoerri (1930–2024), schweizerischer bildender Künstler und Tänzer rumänischer Herkunft
- Miriam Spoerri (1931–2010), Schweizer Film- und Theaterschauspielerin
- Simon Atschikgjosjan (1939–1991), Politiker
- Ileana Cotrubaș (* 1939), Opernsängerin
- Stere Adamache (1941–1978), Fußballspieler
- Radu Lupu (1945–2022), Pianist
- Cornel Penu (* 1946), Handballweltmeister von 1970

#### 1951 bis 1980

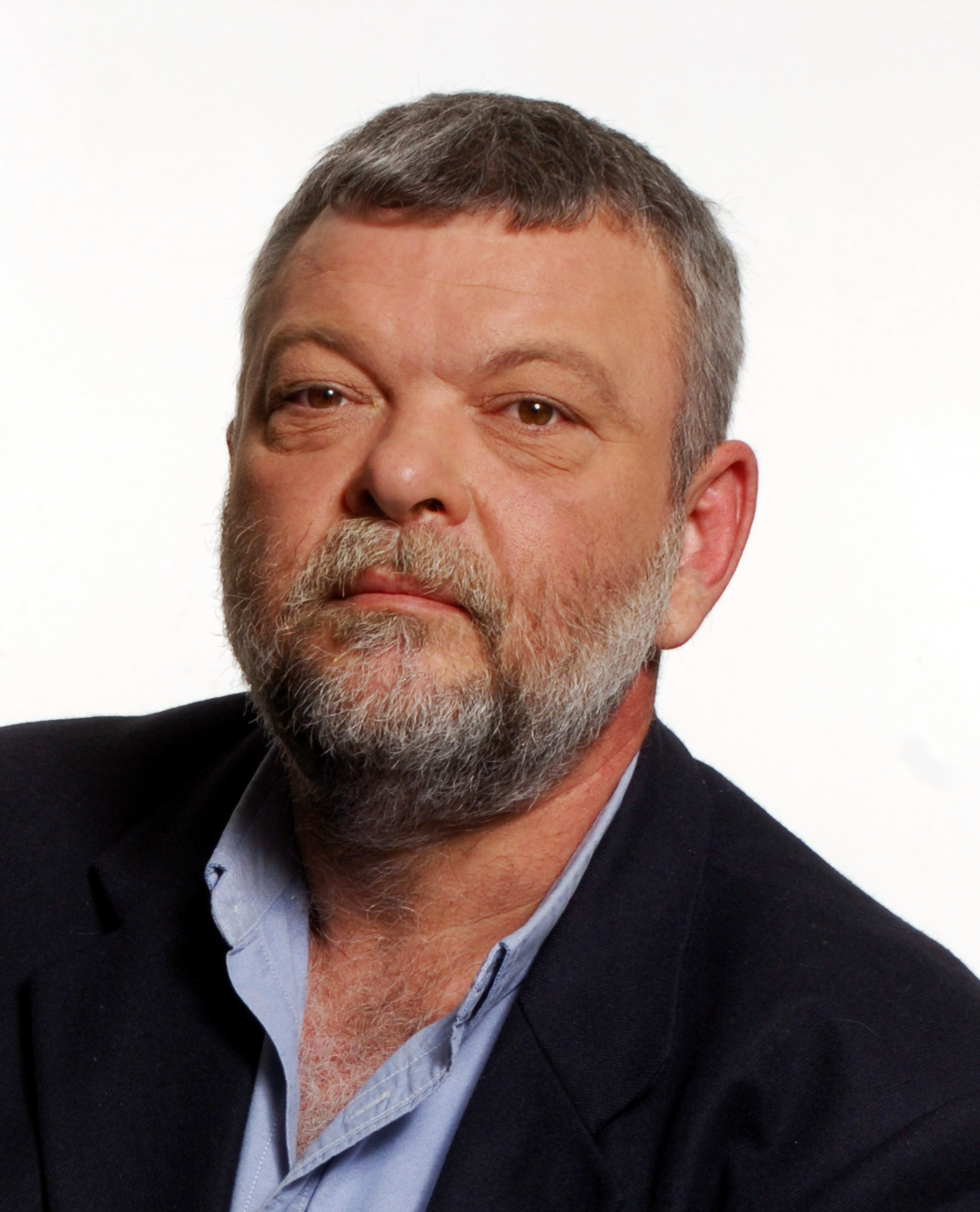
Ilan Gilon

- Cristian S. Calude (* 1952), rumänisch-neuseeländischer Mathematiker und Informatiker
- Tudorel Stoica (* 1954), Fußballspieler, Championsleague-Sieger mit Steaua Bukarest 1986 und CL-Finalist 1989
- Ilan Gilon (1956–2022), israelischer Politiker
- Costel Orac (* 1959), Fußballspieler
- Maricel Voinea (* 1959), Handballspieler
- Mihail Majearu (* 1960), Fußballspieler, Championsleague-Sieger mit Steaua Bukarest 1986
- Claudiu Vaișcovici (* 1962), Fußballspieler[3]
- Rudel Obreja (1965–2023), Boxer und Sportfunktionär
- Dănuț Lupu (* 1967), Fußballspieler
- Viorel Tănase (* 1970), rumänischer Fußballspieler und -trainer
- Marius Manolache (* 1973), Schachspieler
- Bogdan Dragus (* 1975), Geiger
- Viorica Susanu (* 1975), Ruderin
- Cristian Brăneț (* 1977), Fußballspieler
- Rouxantra Ntoumitreskou (1977–2024), rumänisch-griechische Volleyballspielerin
- Sorin Frunză (* 1978), Fußballspieler
- Cătălin Ivan (* 1978), Politiker
- Sorin Ghionea (* 1979), Fußballspieler
- Iulian Apostol (* 1980), Fußballspieler
- Florin Cernat (* 1980), Fußballspieler

#### 1981 bis 2000
- Andreea Antonescu (* 1982), Sängerin[4]

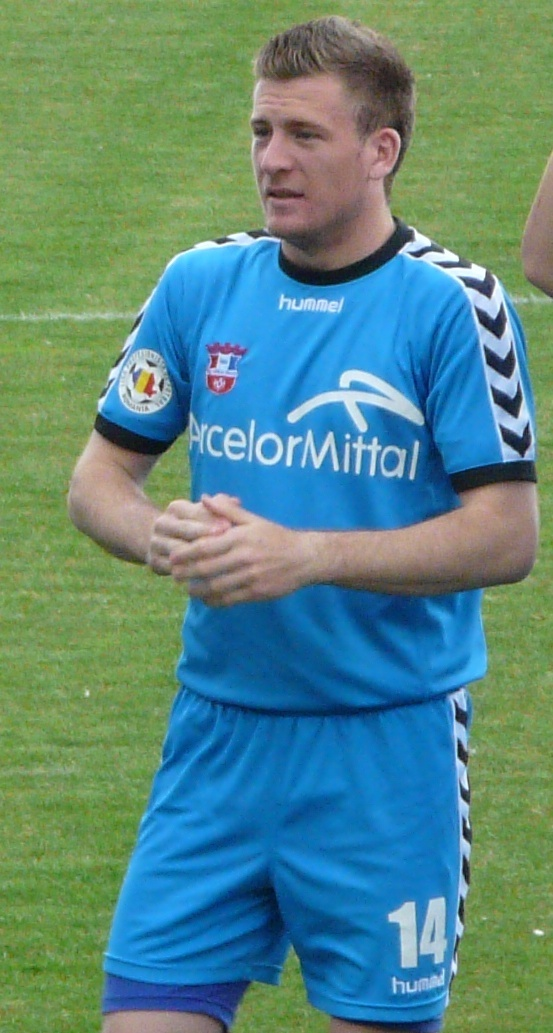
Silviu Ilie

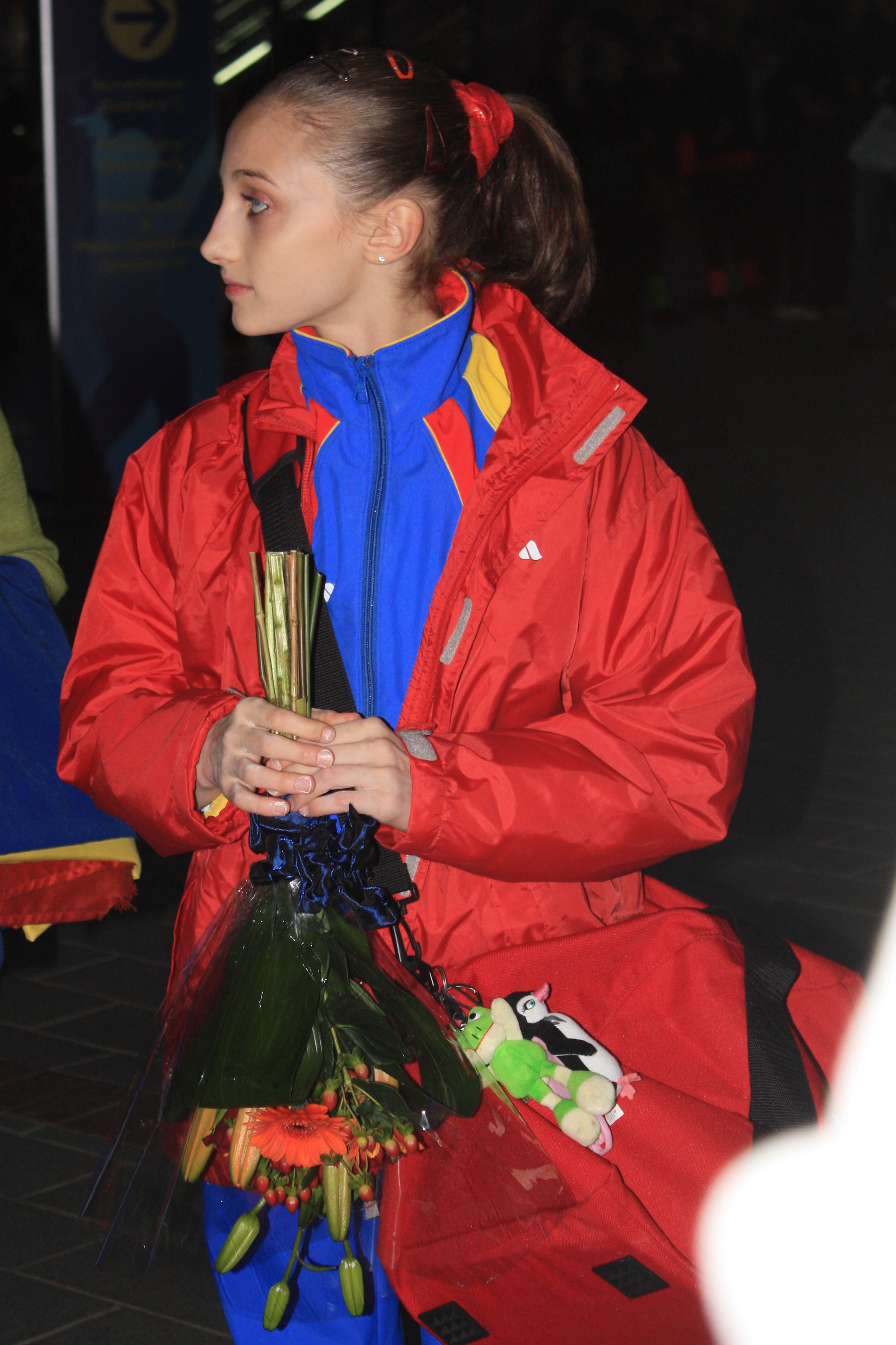
Ana Porgras

- Nicoleta Craita Ten’o (* 1983), deutsch-rumänische Schriftstellerin
- Giulia Anghelescu (* 1984), Sängerin und DJ
- Ciprian Milea (* 1984), Fußballspieler
- Alexandru Bourceanu (* 1985), Fußballspieler
- Adrian Ropotan (* 1986), Fußballspieler
- Alexandra Bertalan-Păcuraru (* 1987), Fernsehmoderatorin und Politikerin
- Christian Hammer (* 1987 als Christian Ciocan), deutscher Boxer
- Cristian Sârghi (* 1987), Fußballspieler
- Silviu Ilie (* 1988), Fußballspieler
- Daniel Popescu (* 1988), Fußballspieler
- Viorel Fotache (* 1989), Handballspieler
- Nicușor Lușneac (* 1989), Eishockeyspieler
- Ionuț Neagu (* 1989), Fußballspieler
- Răzvan Ochiroșii (* 1989), Fußballspieler
- Cornel Râpă (* 1990), Fußballspieler
- Ciprian Tapu (* 1991), Eishockeyspieler
- Ana Porgras (* 1993), Kunstturnerin
- Alexandru Tudorie (* 1996), Fußballspieler
- Alexandra Dindiligan (* 1997), Handballspielerin
- Alexandru Mățan (* 1999), Fußballspieler